# إيزوتشوكو أنتوني
إيزوتشوكو أنتوني (بالإنجليزية: Izuchuckwu Anthony)؛ مواليد 3 نوفمبر 1997 في ولاية أبيا في نيجيريا، هو لاعب كرة قدم نيجيري لعب سابقاً لنادي الخليج السعودي.

## روابط خارجية
- إيزوتشوكو أنتوني على موقع قاعدة بيانات كرة القدم.إي يو (الإنجليزية)
- إيزوتشوكو أنتوني على موقع Soccerway.com (الإنجليزية)